# Chiesa dei Santi Felice e Fortunato (Mori, Italia)
La chiesa dei Santi Felice e Fortunato è la parrocchiale a Valle San Felice, frazione di Mori in Trentino. Risale almeno al X secolo.

## Storia

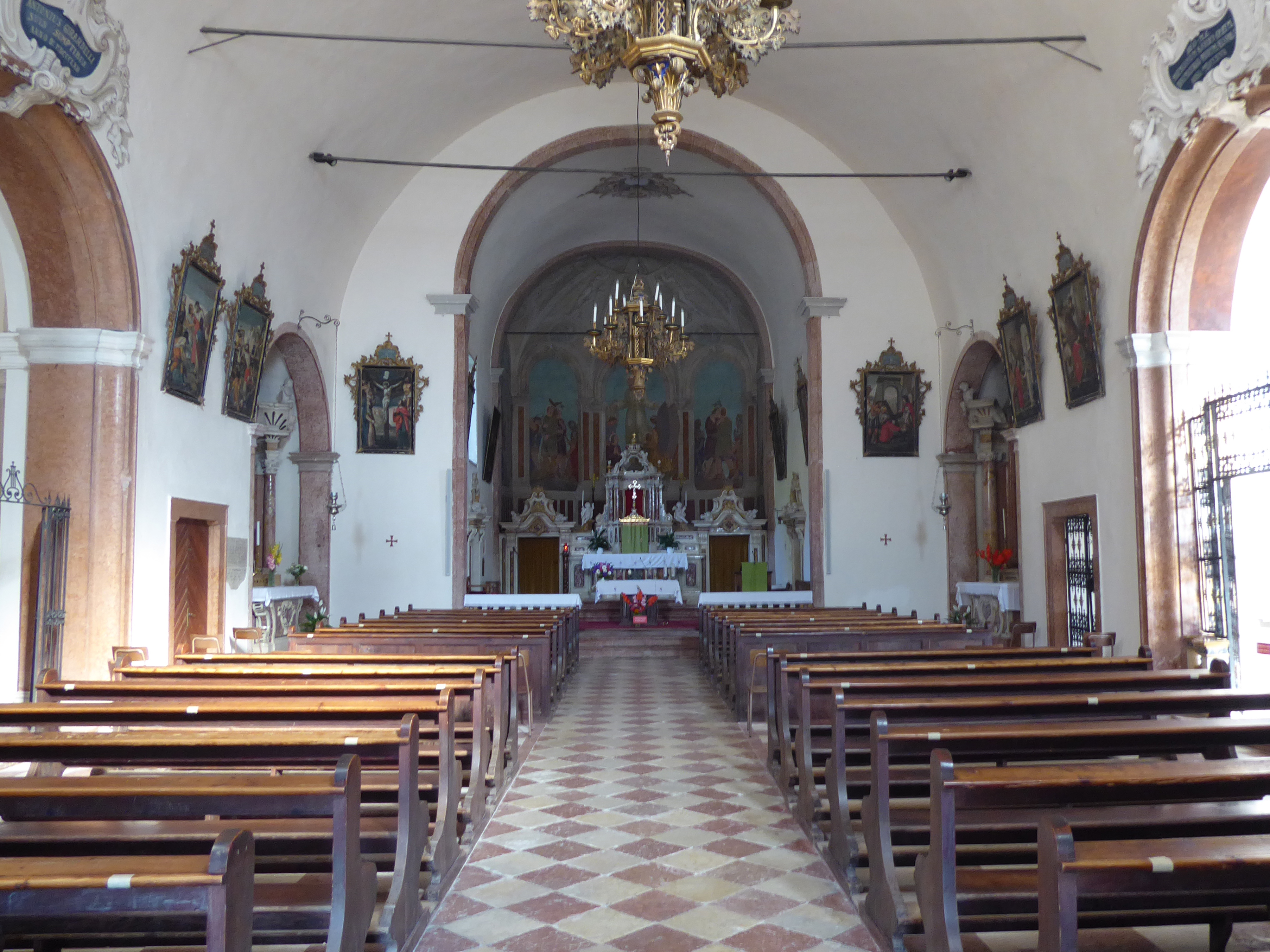
Interno

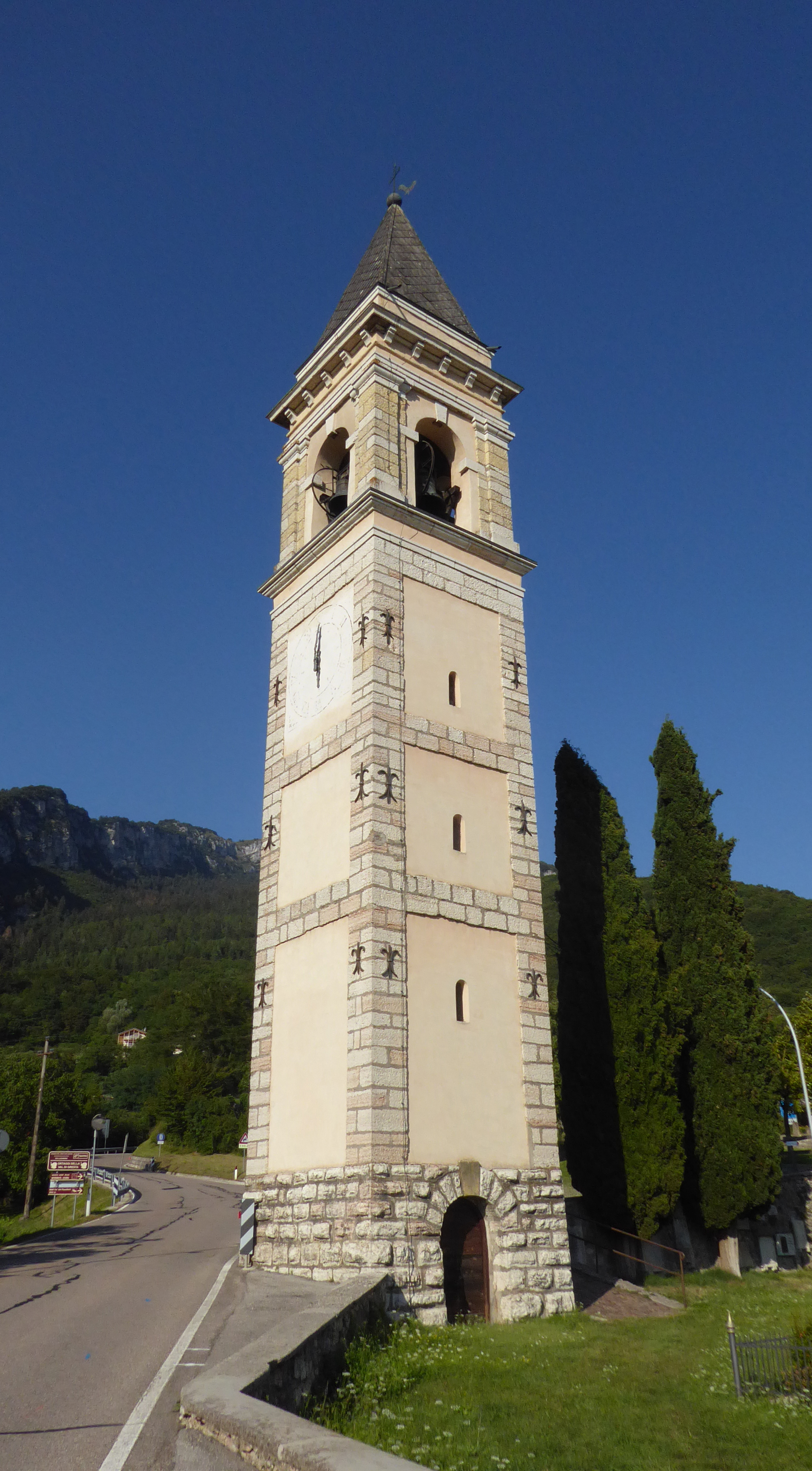
Campanile

Nelle vicinanze dell'edificio, durante scavi effettuati nella seconda metà del XX secolo, sono stati rinvenuti resti di antichi edifici e sepolture databili tra il VIII e il X secolo a conferma della presenza di un luogo di culto di epoca altomedievale. I primi riferimenti su documenti alla primitiva chiesa di San Felice di Gardumo risalgono poi al 1210.
Durante il XVI secolo Valle San Felice venne compresa in una visita pastorale e in tale occasione si registrarono le sue pessime condizioni unite alla necessità di interventi urgenti. Al contempo si era anche iniziata la fabbrica di un nuovo edificio, a breve distanza, destinato a sostituire il più antico, ma i lavori si erano fermati. Dopo l'intervento di due personalità locali fu possibile riprenderli ed ultimare, nel 1583, la nuova costruzione.
Nel XVII secolo altre visite pastorali ordinarono il completamento delle intonacature e tinteggiature oltre ad altri lavori urgenti, anche all'esterno, come la sistemazione del camposanto. Venne poi ampliata la parte absidale.
Durante l'invasione del Trentino del 1703 Luigi Giuseppe di Borbone-Vendôme fece passare anche a San Felice le sue truppe e la chiesa (come molte altre della zona) venne profanata con gravi danni anche alla documentazione dell'archivio, che venne bruciato. Nel 1709, durante una visita pastorale, vennero controllate le reliquie del santo conservate nell'edificio e venne decisa la costruzione di una cappella a lui dedicata, che fu decorata ed affrescata da Antonio Gresta. Nel 1719 i resti di San Felice furono traslate nella loro nuova sede, nella nicchia della cappella.
Tra gli arricchimenti più importanti apportati in questo periodo vi fu la dotazione della chiesa di un nuovo organo, opera di Gaetano Callido, che purtroppo venne distrutto durante il primo conflitto mondiale.
Attorno alla metà del XIX secolo venne abbattuta la torre campanaria, gravemente degradata e subito dopo venne costruita la nuova cappella dedicata al Crocifisso, sistemata sul lato opposto della navata rispetto a quella di San Felice. Vi venne posta una croce ritenuta miracolosa e la cappella fu consacrata nel 1863.
Durante il secondo decennio del XX secolo venne costruita una nuova torre campanaria ma lo scoppio della guerra interruppe i lavori e portò anche alla perdita della campane che erano state preparate. Il conflitto portò enormi danni all'edificio, oltre alla perdita dell'organo e dei documenti di archivio che si erano salvati dalle truppe francesi, e a partire dal 1919 iniziarono i necessari restauri. Negli anni seguenti anche la torre campanaria fu ultimata, con nuove campane, e l'abside venne decorato da Carlo Donati con immagini della vita dei Santi Felice e Fortunato.
Ottenne dignità arcipretale nel 1946.
Nella seconda metà del secolo furono apportate migliorie e vennero realizzati vari interventi come l'elettrificazione delle campane e dell'orologio della torre, la sistemazione della pavimentazione della sala ed il riposizionamento dell'altare nella cappella di San Felice in precedenza spostato.
Venne rivista la copertura del tetto e controllata la tenuta statica dell'intero edificio, inoltre fu aggiornato l'impianto anti intrusione.
Gli ultimi interventi sono stati conclusi nel 2014 col restauro della cappella dedicata a San Felice.